# Gerarai
Las gerarai o gerairai (del idioma griego Γεραραί) eran sacerdotisas de Dioniso en antiguos rituales griegos. Presidían los sacrificios y participaban en las fiestas de Iobaccheia y Theoinia que tenían lugar durante el mes de antesterión (febrero-marzo) en las denominadas Antesterias, entre otras funciones. 
Se celebraban diversas ceremonias y las catorce gerarai (dos veces siete, {ge/rairai}), venerables sacerdotisas de homor, eran juramentadas por la ateniense basilina o por el arconte basileus (es decir, por la reina o el rey). 
Una de sus funciones principales durante las Antesterias era ayudar en la realización de los ritos del matrimonio sagrado entre la basilina, esposa del arconte basileo, y el dios Dioniso. Antes de la ceremonia, cada una portaba un misterioso cesto procedente de las marismas a uno de los dos veces siete altares dedicados a Dioniso, donde realizaban ofrendas, todo llevado a cabo en el máximo secreto. 
Se procedía a formalizar el matrimonio en el tercer día de las Antesterias, aunque en realidad era en la tarde-noche del día anterior, pues los antiguos griegos empezaban los días en la puesta de sol. A partir de entonces, la basilina montaba en una carroza y era escoltada en un cortejo de carácter nupcial desde el santuario de Dioniso en las marismas hacia un edificio llamado Boukoleion (que literalmente significa "establo de bueyes") situado en el Ágora o cerca de él, donde se debería consumar la hierogamia.  

## Etimología popular
Según esta etimología, se las llamaba gerarai, por venir de la palabra griega γηράσκω - gerasko, "envejezco", porque se elegía a mujeres mayores para esta misión. 